# Primer ministro de Egipto
El primer ministro de Egipto (en árabe: رئيس الوزراء المصري ,رئيس الحكومة‎) es el jefe de gobierno de la República Árabe de Egipto.

## Historia
El cargo fue creado cuando el gabinete de Egipto se estableció en agosto de 1878, después de que el jedive Ismail Pachá acordara entregar sus poderes a un gabinete inspirado en los de Europa. Nubar Pachá fue así el primer Primer Ministro de Egipto en el sentido moderno. Antes de eso, Egipto tenía visires tradicionales de estilo musulmán.

### Años 1970-2011
A fines de la década de 1970, Egipto tenía varios gobiernos de convivencia que resultaron ser inestables, debido a la lucha que surgió entre el presidente y el primer ministro. Desde 1981 hasta 2011, el Partido Nacional Democrático mantuvo una mayoría en la Asamblea del Pueblo Egipcio y proporcionó al presidente egipcio. El Tribunal Administrativo Supremo disolvió el Partido Nacional Democrático el 16 de abril de 2011, luego del levantamiento egipcio que eventualmente causó la renuncia de Hosni Mubarak.

### Años recientes
Del 1 de marzo al 17 de junio de 2014, Ibrahim Mahlab fue el Primer Ministro interino de Egipto, nombrado por Adli Mansur.
Un nuevo gabinete se formó el 19 de septiembre de 2015.
El presidente Abdelfatah Al-Sisi, aceptó la renuncia del gobierno y pidió al ministro de Petróleo, Sherif Ismail, que forme un nuevo gabinete.
En junio de 2018, Ismail presentó su carta de renuncia a Sisi. Poco después, Sisi nombró al primer ministro interino a Mostafá Madbuli.

## Funciones
Anteriormente, en virtud de la constitución de 1971 modificada en 1980, 2003 y 2007, el papel del primer ministro se limitaba solo a la supervisión del gabinete, ya que el presidente en ese momento era el jefe de Estado y del gobierno.
El primer ministro, ahora, encabeza el gabinete y todo el gobierno del país en virtud de las constituciones de 2012 y la actual de 2014, además de supervisar y dirigir sus actividades y supervisar su trabajo. Y, la persona, desempeña un papel principal en la configuración de la agenda de la Cámara de Representantes, el parlamento unicameral. Él o ella, junto con los miembros del Gabinete, pueden proponer leyes al Parlamento, así como enmiendas durante las reuniones parlamentarias. El primer ministro también tiene el poder de emitir regulaciones que hagan cumplir las leyes, así como garantizar servicios públicos completos y medidas disciplinarias, que deben estar sujetas a la aprobación del gobierno.
Dichas facultades fueron ejercidas previamente por el presidente en virtud de la constitución de 1971, modificada en 1980, 2003 y 2007.
El primer ministro y el gabinete también ayudan al presidente a formular la política general del estado y a supervisar su implementación de conformidad con las constituciones de 2012 y de 2014.